# بینگو و موتاریکا
بینگو و موتاریکا (انگلیسی: Bingu wa Mutharika؛ زاده ۲۴ فوریهٔ ۱۹۳۴ – درگذشته ۵ آوریل ۲۰۱۲) یک سیاست‌مدار و اقتصاددان اهل مالاوی بود. وی بین سال‌های ۲۰۰۴ تا ۲۰۱۲ رئیس‌جمهور مالاوی بود.